# خريطة مصر (وصف مصر)

مسح ' لمصر وفلسطين عام 1799، كمركب، نُشر عام 1818 (خريطة جغرافية لمصر والدول المحيطة بها. مخفضة من الخريطة الطبوغرافية المأخوذة أثناء بعثة الجيش الفرنسي)

رسم توضيحي لتجميع 47 ورقة

خريطة مصر (بالإنجليزية: Map of Egypt)‏، من مجلّد وصف مصر، كانت أول خريطة قائمة على التثليث لمصر وسوريا وفلسطين. قاد بيير جاكوتين بعثة رسم الخرائط. استخدمت الخريطة كأساس للعديد من خرائط المنطقة لمعظم القرن التاسع عشر.
تم إعدادها في الأصل خلال الحملة الفرنسية 1799-1800 في مصر وسوريا. على الرغم من تأريخ الخرائط يعود لأعوام 1818 و 1826، إلا أنه لم يتم نشرها حتى 1828-1830.
يمكن رؤية الخرائط بالتفصيل في الخريطة الطبوغرافية لمصر.

## الطبعات والوثائق ذات الصلة
- الطبعة الأولى: الخرائط والطوبوغرافيا. باريس. 1818. ص. 53. مؤرشف من الأصل في 2023-02-21. باريس. 1818. ص. 53.
- الطبعة الثانية: سي إل إف بانكوك، المحرر (1826). الأطلس الجغرافي. باريس. ص. 57. مؤرشف من الأصل في 2021-12-02. أطلس جغرافي . باريس. ص. 57.
- الذاكرة: مذكرة حول بناء كارت مصر بقلم م. جاكوتين
- الجداول التكميلية: جاكوتين ، م: سطح لوحة مصر
- السير توماس (1838). "كارتيس جيوغرافيك وطوبوغرافيك". حساب ببليوغرافي وترتيب لا وصف مصر: مُقدَّم إلى مكتبة مؤسسة لندن ، بقلم السير توماس بارينج ، باروني ، الرئيس: مع قائمة بالتبرعات الأخرى التي قُدمت لتلك المؤسسة من أبريل ١٨٣٧ إلى أبريل ١٨٣٨. معهد لندن.

## فهرس
- الخطيب، هشام (2003). فلسطين ومصر تحت حكم العثمانيين: لوحات وكتب وصور فوتوغرافية وخرائط ومخطوطات. إ. ب. توريس. ISBN:1-860-64888-6. مؤرشف من الأصل في 2021-12-02.
- كالنر ، د. [بالعبرية] (1944). "خريطة يعقوتين لفلسطين". البيان الربع سنوي - صندوق استكشاف فلسطين. ج. 76: 157–163. DOI:10.1179/peq.1944.76.1.157.
- شيلهاس، برونو؛ فيندريش، جوتا (28 فبراير 2017). رسم خرائط الأرض المقدسة: تأسيس رسم الخرائط العلمية لفلسطين. بلومزبري للنشر. ISBN:978-0-85772-785-5. مؤرشف من الأصل في 2021-12-02.
- "تحليل لخريطة جاكوتين لفلسطين". مجلة استكشاف إسرائيل. ج. 10 ع. 3: 155–173. 1960a. {{استشهاد بدورية محكمة}}: الوسيط |الأول= يفتقد |الأخير= (مساعدة)
- "تحليل لخريطة جاكوتين لفلسطين". مجلة استكشاف إسرائيل. ج. 10 ع. 4: 244–253. 1960b. {{استشهاد بدورية محكمة}}: الوسيط |الأول= يفتقد |الأخير= (مساعدة)

## أنظر أيضا
رسم خرائط فلسطين